# Photedes impura
Photedes impura là một loài bướm đêm trong họ Noctuidae.